# Jazz Club (belgisches Label)
Jazz Club war das Plattenlabel des Jazz Club de Belgique, das mit Unterbrechungen von den 1930er- bis Mitte der 1960er-Jahre bestand.
Im Jahr 1932 gründete Félix Faecq (* 1901), der als A&R für den belgischen Dependance von Decca Records tätig war, in Brüssel den Jazz Club de Belgique, bald darauf das Plattenlabel Jazz Club. Im Bereich des Jazz erschienen von 1937 bis in die frühen 1940er-Jahre Aufnahmen von Raymond Colignon, Jack Demany, Albert DeCock, Gus Deloof, Chas Dolne, Johnny Jack, Jack Kluger, John Ouwerx, Peter Packay dann wieder ab 1956 bis Mitte der 1980er-Jahre Aufnahmen u. a. von David Bee, Johnny Keating, Fats Sadi und Erwin Vann.